# Svenn Poulsen
Svenn Poulsen, født Svend (født 6. september 1872 i København, død 17. marts 1937 sammesteds) var en dansk jurist og redaktør, bror til Adam og Johannes Poulsen.
Han var søn af professor Emil Poulsen og Anna Poulsen, blev student fra Lyceum 1890 og cand.jur. 1902. Han var medarbejder ved Berlingske Tidende fra 1902, sagførerfuldmægtig 1903-07, sekretær for Danmarks Fiskehandler- og Havfiskeriforening til 1909 og chefssekretær ved Berlingske Tidende fra 1909. 1912 blev han overretssagfører og året efter medredaktør på Berlingske Tidende.
Svenn Poulsen var knyttet til bladet som politireporter og indførte som redaktør en lang række nydannelser i det journalistiske stof med indførelse af en række nye rubrikker som f.eks. Kirken og Samfundet og Litteratur og Kunst. Hertil føjede sig i 1909 en række Feuilletoner, som var begyndelsen til det, der meget senere blev benævnt kronik (et begreb, som Henrik Cavling på Politiken stod bag).
Han var formand for Studenternes Afholdsforening, Ridder af Dannebrog, medlem af Kædeordenen og havde forbindelser til Island, hvor han ejede gården Bræthratunga. Han forfattede bøgerne Islandsfarten (med H. Rosenberg) og Kjædeordenen og Blindesagen i 100 Aar.
I 1913 lod han arkitekten Carl Petersen tegne sig et hus på Vestagervej 27 i Ryvangen, og i 1927 - hvor Carl Petersen ikke længere levede - lod han arkitekten Sven Risom sætte en mansard-etage på.[kilde mangler] Han var gift med kunstmaleren Margrethe Svenn Poulsen, født Tuxen-Meyer, datter af læge Vilhelm Meyer og hustru Augusta f. Barfred-Petersen.
Svenn Poulsen er begravet på Vestre Kirkegård.